# Finneland
Finneland è un comune di 1 028 abitanti della Sassonia-Anhalt, in Germania.

Appartiene al circondario del Burgenland (targa BLK) ed è parte della comunità amministrativa (Verbandsgemeinde) An der Finne.

## Storia
Il comune di Finneland fu creato il 1º luglio 2009 dall'unione dei comuni di Kahlwinkel, Saubach e Steinburg.

## Geografia antropica

### Suddivisioni amministrative
Il territorio comunale comprende 5 centri abitati (Ortsteil):
- Borgau
- Kahlwinkel
- Marienroda
- Saubach
- Steinburg